# Elke Hemminger
Elke Hemminger (* 1978 in Freiburg im Breisgau) ist eine deutsche Soziologin, mit Schwerpunkten in der Techniksoziologie, der sozialen Netzwerkforschung und der Digitalspielforschung. Sie lehrt als Professorin an der Evangelischen Hochschule Rheinland-Westfalen-Lippe in Bochum im Fachbereich Bildung, Diakonie und Soziale Arbeit. Von 2018 bis 2024 war sie zentrale Gleichstellungsbeauftragte der Hochschule.

## Leben
Elke Hemminger ist eine Tochter des Soziobiologen Hansjörg Hemminger. Sie studierte von 1997 bis 2003 Lehramt für Grund- und Hauptschule mit den Fächern Deutsch und Biologie (Sachunterricht) in Tübingen und an der Pädagogischen Hochschule in Schwäbisch Gmünd und schloss ihr Referendariat mit dem 2. Staatsexamen im Jahr 2005 ab. Elke Hemminger arbeitete mehrere Jahre im Schuldienst als Lehrerin an Förderschulen und für Deutsch als Zweitsprache. An der PH Karlsruhe absolvierte sie ein Aufbaustudium in Pädagogischer Psychologie und Soziologie. Anschließend promovierte sie von 2006 bis 2009 an der PH Schwäbisch Gmünd und der University of Waikato in Hamilton, New Zealand mit einer interdisziplinären Arbeit im Bereich der Game Studies. Sie arbeitete als Lehrbeauftragte und wissenschaftliche Mitarbeiterin an der PH Schwäbisch Gmünd in der Lehrerinnenbildung, ab 2012 war sie Wrangell-Habilitationsstipendiatin des Landes Baden-Württemberg.
Seit Mai 2017 ist sie als Professorin für Soziologie an der Evangelischen Hochschule RWL in Bochum tätig.
Hemminger ist Sprecherin des Arbeitskreises für Netzwerkforschung und Soziale Arbeit in der Deutschen Gesellschaft für Netzwerkforschung (DGNet). Sie engagiert sich für Wissenschaftskommunikation und internationale Vernetzung in der EUSEA und ist Mitglied der Deutschen Gesellschaft für Soziologie (DGS).
Sie arbeitet als freiberufliche Autorin mit den Schwerpunkten Techniksoziologie und Game Studies und hält im Rahmen von Tagungen, Fortbildungen und Workshops regelmäßig soziologische und netzwerktheoretische Vorträge.

## Veröffentlichungen (Auswahl)

### Monografien
- Bildung im digitalen Wandel. Soziologische Perspektiven. Kohlhammer Verlag, Stuttgart 2023.
- The Mergence of Spaces. Experiences of Reality in Digital Role-Playing Games. Sigma, Berlin 2009.

### Buchkapitel
- Nähe und Distanz im Online-Spiel: Soziale Netzwerke und Beziehungen während der Corona-Krise. In: C. Stegbauer, I. Clemens (Hrsg.): Corona-Netzwerke. Gesellschaft im Zeichen des Virus. Springer, Wiesbaden 2020, S. 221–229.
- Bourdieu: Ökonomisches Kapital, kulturelles Kapital, soziales Kapital. In: C. Stegbauer, B. Holzer (Hrsg.): Schlüsselwerke der Netzwerkforschung. Springer VS, Berlin 2018, S. 75–78.
- The digital construction of social reality: An analysis of online communities as communities of practice. In: N. Kahnwald, V. Täubig (Hrsg.): Informelles Lernen. Standortbestimmungen. Springer Verlag, Berlin 2018, S. 181–197.

### Andere Beiträge
- Media Personae as Informal Science Communicators on Social Media: An Explorative Study on the Potential of Para-Social Opinion Leadership. Pre-Print on SocArxiv Papers, 2021. doi:10.31235/osf.io/wx94n.
- Science and Technology Awareness im Studium der Sozialen Arbeit. In: Sozialmagazin. (Weinheim). Nr. 3–4. 2021, S. 24–31.
- Gefühlte Nähe. Heimat in Digitalen Räumen. In: Zentralinstitut für Ehe und Familie in der Gesellschaft (Hrsg.): Themenschwerpunkt Heimat. Familien-Prisma mit Jahresbericht des ZFG. 11. Jahrgang, Kräck: Eichstätt 2019, S. 10–25.
- Interviewing media personae: a case study on using digital applications for qualitative research. In: Sage Research Methods Cases 2022. doi:10.4135/9781529603231.
- Covid Working - Becoming Irrelevant for the System: A Discussion of Terms. In: The European Sociologist. 46: Pandemic (Im)Possibilities Vol. 2,, Mai 2021 (europeansociologist.org).